# Kakarmatta
Kakarmatta es una ciudad censal situada en el distrito de Varanasi en el estado de Uttar Pradesh (India). Su población es de 7377 habitantes (2011). 

## Demografía
Según el censo de 2011 la población de Baragaon era de 7377 habitantes, de los cuales 3853 eran hombres y 3524 eran mujeres. Kakarmatta tiene una tasa media de alfabetización del 81,21%, superior a la media estatal del 67,68%: la alfabetización masculina es del 87,85%, y la alfabetización femenina del 73,80%.